# Kuppaluru, Mysore
Kuppaluru là một làng thuộc tehsil Mysore, huyện Mysore, bang Karnataka, Ấn Độ.